# Нордштрандишмор
Нордштрандишмор (нем. Nordstrandischmoor, дат. Nordstrand Mor, с.-фриз. Letj Muur) — халлиг (небольшой остров, неукреплённый дамбами), входящий в группу Северо-Фризских островов в акватории Северного моря. Административно подчиняется району Северная Фризия, Шлезвиг-Гольштейн. Находится на территории национального парка Шлезвиг-Гольштейнские ватты.

## География
Территория острова находится в пределах биосферного заповедника «Шлезвиг-Гольштейнские ватты и Халлиген». Нордштрандишмор окружён национальным парком Шлезвиг-Гольштейнские ватты, но не принадлежит ему.
Нордштрандишмор административно принадлежит муниципалитету Нордштранд и формирует один из двух районов этого муниципалитета. Остров имеет площадь 1,9 км². Он вытянут приблизительно по направлению запад-восток. Побережье укреплено плоской каменной плотиной. В декабре 2010 года на острове Нордштрандишмор проживало 18 человек.
Соединение с материком осуществляется через полевую железную дорогу Люттморсиль-Нордштрандишмор с шириной колеи 600 мм. На юге острова находится пирс. На западе находится небольшой порт для парусных судов. Во время отлива до Нордштрандишмора можно добраться пешком с материка через ватты.

## История
Нордштрандишмор — самый молодой халлиг. Помимо островов Пелльворм и Нордштранд, это один из фрагментов острова Странд, исчезнувшего после наводнения Бурхарди 1634 года. До этого штормового нагона Нордштрандишмор был необитаемым болотом на возвышенности, которое использовалось для добычи торфа. Во время наводнения возвышенность стала убежищем, где после наводнения некоторые семьи поселились, частично из-за дохода от болота, частично из-за рыболовства и разведения овец.
Постепенно земли были восстановлены путём осушения болот, окружающих остров. В 1717 году было уже 20 жилищ, которые 24 декабря 1717 года и на следующий день Рождественским наводнением были смыты 18, включая церковь, в результате чего погибли 15 человек. Уже в следующем году было построено несколько домов, которые были частично разрушены в 1720 году. После штормового нагона 3 и 4 февраля 1825 года осталось три из семи домов. Площадь халлига уменьшилась с 1634 года примерно на треть. Это размывание было остановлено только в 1926 году каменными укреплениями. В то же время было установлено железнодорожное сообщение с материком.